# Чэнь Цюфа
Чэнь Цюфа (кит. 陈求发, род. декабрь 1954, Чэнбу-Мяоский автономный уезд, Хунань) — китайский государственный и политический деятель, член Всекитайского собрания народных представителей с 2020 года.
Ранее секретарь парткома КПК провинции Ляонин (2017—2020), губернатор Ляонина (2015—2017), председатель Народного политического консультативного совета провинции Хунань, директор Китайского национального космического управления (CNSA), заместитель министра промышленности и информатизации КНР. Член Центрального комитета Компартии Китая 18—19 созывов.

## Биография
Родился в декабре 1954 года в Чэнбу-Мяоском автономном уезде, провинция Хунань. По национальности — мяо.
С марта 1973 по сентябрь 1975 года — педагог в начальной школе Чэнбу-Мяоского автономного уезда. Вступил в Компартию Китая в сентябре 1974 года.
С сентября 1975 по октябрь 1978 года обучался на факультете электротехники Оборонного научно-технического университета НОАК в Чанше, по окончании которого получил специальность в области радиолокационного противодействия.
С октября 1978 по май 1994 года трудился в различных учреждениях Министерства аэрокосмической промышленности на должностях проектировщика проектного института, служащего оргсектора политического отдела, члена секретариата политотдела, заместителя секретаря парткома 1-го института. Заместитель директора, директор 240-го оборонного завода Министерства (1988—1991), начальник отдела кадров политотдела 1-го института Министерства (1991—1994).
С мая 1994 по июль 1998 года работал в Китайской аэрокосмической научно-технической корпорации заместителем, затем начальником отдела кадров, труда и образования.
С июля 1998 года — в Государственном комитете по оборонной науке, технике и промышленности (COSTIND). Директор департамента кадров и образования (1998—2000), глава партийной комиссии по проверке дисциплины — член парткома Комитета (2000—2005), заместитель председателя Комитета (2005—2007), с января 2007 года заместитель секретаря парткома по совместительству.
В 2008 году после реорганизации COSTIND и присоединения его к министерству промышленности и информатизации занял должность заместителя министра — начальника Государственного управления оборонной науки, техники и промышленности. В том же году по совместительству назначен председателем Китайского национального агентства по атомной энергетике. В июле 2010 года в дополнение ко всем текущим должностям и обязанностям возглавил Китайское национальное космическое управление. В ноябре 2012 года избран членом Центрального комитет Компартии Китая 18-го созыва.
В январе 2013 года вышел в отставку со всех должностей в министерстве и был назначен председателем Народного политического консультативного совета (НПКС) в родной провинции Хунань.
4 мая 2015 года назначен исполняющим обязанности губернатора и заместителем секретаря парткома КПК провинции Ляонин. Это назначение стало неожиданностью для политической элиты Китая, поскольку должности в провинциальных НПКС считались своего рода «домом престарелых» для политиков преклонного возраста.
28 октября 2017 года утверждён на высшей региональной позиции секретаря парткома КПК провинции Ляонин.
17 октября 2020 года переведён на пост заместителя председателя комитета по образованию, науке, культуре и общественному здравоохранению Всекитайского собрания народных представителей, что фактически означает отправку политика на почётную пенсию. 